# Mạch điện RC
Mạch điện của một điện trở R và một tụ điện C mắc nối tiếp, song song, hay thành hai cổng nhập xuất.

## RC nối tiếp
R có điện kháng
ZR = R
C có điện kháng
{\displaystyle Z_{C}={\frac {1}{\omega C}}}
Trở kháng tổng của R và C
ZRC = ZR + ZC
{\displaystyle Z_{RC}=R+{\frac {1}{\omega C}}={\frac {1+\omega CR}{\omega C}}}
Một số trường hợp đặc biệt:
- Tại ω  = 0, C hở mạch, I = 0
- Tại ω = (CR)−1, ZC = ZR, I = V / 2 R
- Tại ω = ∞, C đóng mạch, I = V / R

Điện thế và dòng điện có khác biệt nhau về pha
Tan θ = ω 1/RC = 2Πf 1/RC
Từ đó ta có
f = 1 / 2Π Tan θ RC
t = 2Π Tan θ RC
Nói khác hơn, khi có thay đổi về pha giữa điện thế và dòng điện, tần số thời gian và thời gian của mạch điện củng thay đổi tùy thuộc vào giá trị của R và C.

## RC song song
Điện kháng của mạch RC song song thỏa mãn:
{\displaystyle {\frac {1}{Z_{RCp}}}={\frac {1}{Z_{R}}}+{\frac {1}{Z_{C}}}}
{\displaystyle Z_{RCp}={\frac {1}{{\frac {1}{R}}+\omega C}}={\frac {R}{1+\omega CR}}}
Một số trường hợp đặc biệt:
- Tại ω  = 0, C hở mạch, I = V/R
- Tại ω = (CR)−1, ZC = ZR, I = 2 V / R
- Tại ω = ∞, C đóng mạch, I → ∞